# Circolo Canottieri Ortigia 2015-2016

## Rosa
| N° |                               | Ruolo | Giocatore           |
| -- | ----------------------------- | ----- | ------------------- |
|    | Italia (bandiera)             | P     | Gianluca Patricelli |
|    | Italia (bandiera)             | P     | Andrea Negro        |
|    | Italia (bandiera)             | D     | Dario Puglisi       |
|    | Italia (bandiera)             | D     | Raffaele Rotondo    |
|    | Macedonia del Nord (bandiera) | D     | Blagoje Ivović      |
|    | Italia (bandiera)             | D     | Stefano Vinci       |
|    | Italia (bandiera)             | D     | Giacomo Polifemo    |
|    | Italia (bandiera)             | A     | Gianmaria Siani     |

| N° |                       | Ruolo | Giocatore             |
| -- | --------------------- | ----- | --------------------- |
|    | Italia (bandiera)     | A     | Sebastiano Di Luciano |
|    | Italia (bandiera)     | A     | Daniele Lisi          |
|    | Montenegro (bandiera) | A     | Damjan Danilović      |
|    | Italia (bandiera)     | A     | Andrea Tringali       |
|    | Malta (bandiera)      | A     | Steven Camilleri      |
|    | Italia (bandiera)     | CB    | Martino Abela         |
|    | Italia (bandiera)     | CB    | Giacomo Casasola      |

| Allenatore: | Gino Leone |

## Mercato
| Acquisti | Acquisti          | Acquisti         | Acquisti |
| R.       | Nome              | da               |          |
| -------- | ----------------- | ---------------- | -------- |
| D        | Blagoje Ivović    | Sport Management |          |
| A        | Gianmaria Siani   | Arechi           |          |
| A        | Damijan Danilovic | Primorac         |          |
| A        | Steven Camilleri  | 7 Scogli         |          |
| CB       | Giacomo Casasola  | Catania          |          |

| Cessioni | Cessioni | Cessioni | Cessioni |
| R.       | Nome     | a        |          |
| -------- | -------- | -------- | -------- |

## Risultati

### Serie A1

#### Girone di andata
| Arbitri: | Fabio Ricciotti Alessandro Severo |

|                                     |           | |
| Danilović: 2 Di Luciano, Puglisi: 1 | Marcatori | 5: C. Presciutti 3: Damonte 2: Bertoli, Molina, N. Presciutti, Ranđelović, Rizzo, Ubović 1: Napolitano, Nora |

| Arbitri: | Luca Bianco Daniele Bianco |

|                                 |           |                                                  |
| G. Oneto: 5 Vasić: 4 Bosazzi: 1 | Marcatori | 4: Danilović 2: Camilleri 1: Di Luciano, Rotondo |

| Arbitri: | Raffaele Colombo Marco Ercoli |

|                                                    |           |                                                                   |
| Danilović: 3 Camilleri, Di Luciano: 2 B. Ivović: 1 | Marcatori | 2: Alesiani, J. Colombo 1: L. Bianco, Milaković, Pesenti, Sadovyy |

| Arbitri: | Antonio Pascucci Alberto Rovida |

|                                                                           |           |                                                        |
| Pappacena, Bezic: 3 B. Oneto, Mandolini: 2 Carchiolo, Murro, Innocenzi: 1 | Marcatori | 4: Camilleri 2: Di Luciano, Danilović 1: Siani, Ivović |

| Arbitri: | Luca Castagnola Massimo Savarese |

|                                                              |           |                                                     |
| Camilleri: 5 Di Luciano, Danilović: 2 Abela, Lisi, Ivović: 1 | Marcatori | 6: Petronio 4: Guimarães 1: Giorgi, Popović, Rocchi |

| Arbitri: | Attilio Paoletti Andrea Zedda |

|                                                             |           |                                       |
| Luongo: 3 Lanzoni, Ferrone, Valentino: 2 Scotti Galletta: 1 | Marcatori | 5: Danilović 3: Di Luciano 1: Puglisi |

| Arbitri: | Francesco Palmieri Alessandro Severo |

|                                   |           |                                                                |
| Di Luciano: 2 Abela, Camilleri: 1 | Marcatori | 4: Giorgetti 3: Ivović 2: Mandić 1: Fondelli, Aicardi, Bodegas |

| Arbitri: | Massimo Calabrò Filippo Gomez |

|                                        |           |                                                                                |
| Brlečić: 2 Steardo, Manzi, Ivosević: 1 | Marcatori | 2: Camilleri 1: Puglisi, Di Luciano, Lisi, Ivović, Rotondo, Casasola, Tringali |

| Arbitri: | Stefano Alfi Raffaele Colombo |

|                                                                    |           |                                                               |
| Camilleri: 4 Casasola: 3 Di Luciano: 2 Puglisi, Lisi, Danilović: 1 | Marcatori | 3: Cannella, Leporale 2: Giorgi 1: Lapenna, Charuto, Di Rocco |

| Arbitri: | Leonardo Ceccarelli Fabio Collantoni |

|                                               |           |                                                 |
| Di Somma: 4 De Trane: 3 Ravina, Gambacorta: 1 | Marcatori | 3: Di Luciano 2: Camilleri 1: Ivović, Danilović |

| Arbitri: | Arnaldo Petronilli Stefano Ricciotti |

|                                             |           |                                                                          |
| Camilleri: 2 Di Luciano, Lisi, Danilović: 1 | Marcatori | 3: Klikovac, Dolce 1: Briganti, Renzuto Iodice, Bušlje, Saviano, Saccoia |

| Arbitri: | Stefano Riccitelli Francesco Romolini |

|                                                                               |           |                                               |
| Deserti: 3 Brambilla, Petković: 2 Vergano, Di Somma, Mirarchi, Bini, Razzi: 1 | Marcatori | 3: Camilleri 2: Di Luciano 1: Abela, Casasola |

| Arbitri: | Marco Piano Stefano Scappini |

|                                                                          |           |                                                              |
| Danilović: 3 Ivović, Casasola: 2 Abela, Di Luciano, Rotondo, Tringali: 1 | Marcatori | 5: Brguljan 3: Campopiano 1: Di Costanzo, Mattiello, Baraldi |

#### Girone di ritorno
| Arbitri: | Antonio Guarracino Antonio Pascucci |

|                                                                                     |           |                                              |
| Ranđelović: 3 Molina, Rizzo, Damonte, Napolitano: 2 C. Presciutti, N. Presciutti: 1 | Marcatori | 2: Ivović 1: Di Luciano, Danilović, Casasola |

| Arbitri: | Massimiliano Caputi Marco Ercoli |

|                                                        |           |                                             |
| Camilleri, Danilović: 3 Di Luciano, Ivović, Rotondo: 1 | Marcatori | 3: Astarita 1: Dani, Vasić, Bruni, G. Oneto |

| Arbitri: | Fabio Collantoni Massimo Calabrò |

|                                                                                               |           |                                          |
| Milaković: 4 Alesiani: 3 Cesini, Mistrangelo: 2 Pesenti, Colombo, Bianco, Agostini, Piombo: 1 | Marcatori | 3: Camilleri 2: Abela, Ivović 1: Rotondo |

| Arbitri: | Daniele Bianco Cristina Taccini |

|                                                              |           |                                                                      |
| Camilleri, Danilović, Casasola: 2 Abela, Di Luciano, Lisi: 1 | Marcatori | 3: Pappacena 2: Vitola 1: Crivella, Calcaterra, Mandolini, Del Basso |

| Arbitri: | Leonardo Ceccarelli Alessandro Severo |

|                                                                         |           |                                                              |
| Guimarães: 3 Rocchi: 2 Petronio, Ferreccio, Giacomini, Popović, Elez: 1 | Marcatori | 2: Camilleri 1: Abela, Di Luciano, Ivović, Rotondo, Casasola |

| Arbitri: | Massimiliano Caputi Bruno Navarra |

|                                                           |           |                                                                     |
| Di Luciano Camilleri: 3 Siani, Abela, Casasola: 2 Lisi: 1 | Marcatori | 6: S. Luongo 2: Valentino 1: Korolija, Lanzoni, Marziali, M. Luongo |

| Arbitri: | Andrea Zedda Stefano Alfi |

|                                                                                            |           |                                               |
| Bodegas: 4 Giorgetti: 3 Di Fulvio, Mandić, Sukno, Giacoppo: 2 Aicardi, A. Ivović, Gitto: 1 | Marcatori | 3: B. Ivović 1: Di Luciano, Rotondo, Casasola |

| Arbitri: | Mario Bianchi Stefano Riccitelli |

|                                               |           |                                          |
| Rotondo, Casasola: 2 Di Luciano, Danilović: 1 | Marcatori | 3: Manzi 2: Mugnaini, Steardo 1: Gandini |

| Arbitri: | Luca Bianco Marco Ercoli |

|                                                                  |           |                                                        |
| Maddaluno: 3 Giorgi, Cannella: 2 Colosimo, Di Rocco, Leporale: 1 | Marcatori | 3: Danilović 2: Camilleri, Ivović 1: Abela, Di Luciano |

| Arbitri: | Mario Bianchi Stefano Riccitelli |

|                                                         |           |                                                                           |
| Di Luciano, Camilleri: 3 Ivović, Danilović, Casasola: 1 | Marcatori | 2: Guidaldi, Ravina 1: De Trane, Di Somma, Gambacorta, Gonzalez, Giordano |

| Arbitri: | Daniele Bianco Luca Castagnola |

|                                                                             |           |                                                                |
| Klikovac: 4 Gallo: 3 Renzuto Iodice: 2 Cuccovillo, Marinić Kragić, Russo: 1 | Marcatori | 3: Camilleri 2: Abela, Casasola 1: Di Luciano, Ivović, Rotondo |

| Arbitri: | Marco Ercoli Giuseppe Fusco |

|                                             |           |                                                                                          |
| Puglisi, Di Luciano, Camilleri, Casasola: 1 | Marcatori | 4: Petković 2: Coppoli, Di Somma, Deserti 1: Brambilla, Vergano, Jelača, Mirarchi, Razzi |

| Arbitri: | Alberto Rovida Andrea Zedda |

|                                                                                             |           |                                                        |
| Brguljan: 3 Di Costanzo, Mattiello, Baviera: 2 Buonocore, Migliaccio, Borrelli, Maccioni: 1 | Marcatori | 3: Danilović 2: Di Luciano, Camilleri 1: Ivović, Vinci |

## Statistiche

### Statistiche di squadra
- Statistiche aggiornate al 21 maggio 2016.

| Competizione | Punti | In casa | In casa | In casa | In casa | In casa | In casa | In trasferta | In trasferta | In trasferta | In trasferta | In trasferta | In trasferta | Neutro | Neutro | Neutro | Neutro | Neutro | Neutro | Totale | Totale | Totale | Totale | Totale | Totale | DR  |
| Competizione | Punti | G       | V       | N       | P       | Gf      | Gs      | G            | V            | N            | P            | Gf           | Gs           | G      | V      | N      | P      | Gf     | Gs     | G      | V      | N      | P      | Gf     | Gs     | DR  |
| ------------ | ----- | ------- | ------- | ------- | ------- | ------- | ------- | ------------ | ------------ | ------------ | ------------ | ------------ | ------------ | ------ | ------ | ------ | ------ | ------ | ------ | ------ | ------ | ------ | ------ | ------ | ------ | --- |
| Serie A1     | 16    | 13      | 3       | 4       | 6       | 106     | 148     | 13           | 1            | 0            | 12           | 104          | 152          | 0      | 0      | 0      | 0      | 0      | 0      | 26     | 4      | 4      | 18     | 210    | 299    | -89 |
| Totale       | -     | 13      | 3       | 4       | 6       | 106     | 148     | 13           | 1            | 0            | 12           | 104          | 152          | 0      | 0      | 0      | 0      | 0      | 0      | 26     | 4      | 4      | 18     | 210    | 299    | -89 |

### Classifica marcatori
| Tot. | Giocatore             | A1 |
| ---- | --------------------- | -- |
| 54   | Steven Camilleri      | 54 |
| 40   | Sebastiano Di Luciano | 40 |
| 38   | Damjan Danilović      | 38 |
| 21   | Blagoje Ivović        | 21 |
| 20   | Giacomo Casasola      | 20 |
| 13   | Martino Abela         | 13 |
| 10   | Raffaele Rotondo      | 10 |
| 6    | Daniele Lisi          | 6  |
| 5    | Dario Puglisi         | 5  |
| 3    | Gianmaria Siani       | 3  |
| 2    | Andrea Tringali       | 2  |
| 1    | Stefano Vinci         | 1  |